# Bob Burnquist
Bob Burnquist, brazilski poklicni rolkar, * 10. oktober 1976, Rio de Janeiro, Brazilija.

## Življenjepis
Rodil se je švedsko-ameriškemu očetu in brazilski materi. Rolkati je začel pri 11 letih v São Paulu, poklicni rolkar pa je postal že pri 14 letih. Njegov položaj na rolki je "regular" (običajen). Ko je odrastel, se je preselil v ZDA in ima dvojno državljanstvo, po veri pa je krščanski spiritualist.
Njegova posebnost je switch rolkanje, ki pred njim skoraj ni bilo prisotno v vertikalnem rolkanju. V ZDA živi na veliki posesti, na kateri goji veliko vrst zelenjave in sadja, ima pa tudi zelo velik half-pipe z veliko dodatki, ki ga je ob denarni pomoči takratnega sponzorja éS postavil leta 2001. Lasti si tudi restavracijo Melodia, ima pa tudi izpit za letalo, padalo in BASE padala. Znan je tudi po svoji navdušenosti nad ustvarjanjem glasbe, ki jo lahko slišimo v ozadju njegove uradne strani. Že od začetka serije Tony Hawk's Pro Skater ima svoj lik v igri, izjema je le Tony Hawk's Pro Skater 3, kjer ga ni bilo, saj je isto leto že bil upodobljen v neki drugi rolkarski video igri.
Bob je zmagal že na veliko rolkarskih tekmovanjih, med njimi tudi X-Games Best trick vert 2005, Slam city jam vert 2000 in 1995. Prejel je tudi nagrado za Naj Vert rolkarja 2002 pri TWS.
Bob poleg novih trikov vedno znova izdeluje nove objekte, s pomočjo katerih je izumil in odpeljal vrsto novih trikov - loop air, corkscrew in full pipe loop. Ta način inovacije je začel z zmago na OP King of Skate tekmovanju. Bil je tudi prvi, ki je loop prevozil switch, izumil pa je tudi One-foot BS Smith Grind.
Leta 2006 je za Discoveryjevo oddajo Stunt Junkies posnel trik, pri katerem je najprej po dolgi ograji drsel v Veliki kanjon, nato pa uspešno pristal na dnu s BASE padalom. Istega leta je na svoji posesti zgradil največji Mega Ramp.
Burnquist je vegetarijanec in že leta vodi vegetarijansko restavracijo v Encinitas, Kalifornija s pomočjo družine. Ustanovil je tudi Fundacijo Boba Burnquista, s katero želi pripeljati znanje o ekološkem kmetijstvu v šole, bil pa je tudi eden izmed ustanoviteljev Action Sports Environmental Coalition, neprofitne organizacije, ki želi o ekologiji izobraziti rolkarje, deskarje in BMX kolesarje. 
Trenutno, skupaj z dekletom Veronico Nachard in njuno hčerko Jasmyn (* 2007), živi v Visti v Kaliforniji.
| - Flip (2006 - ) | - Riding shotgun with Wieger (The firm, 2004) |